# 撮らないで下さい!!グラビアアイドル裏物語
『撮らないで下さい!!グラビアアイドル裏物語』（とらないでください!!グラビアアイドルうらものがたり）とは、2012年1月13日から4月6日まで、テレビ東京系列「ドラマ24」（金曜24:12 - 24:53）枠にて放送されたテレビドラマ。
『ドラマ24』としては初めて、主演が設定されないドラマとなる。また、主な出演者も役名はなく、芸名そのままで出演する。ストーリーはフィクションだが、いわゆる「セルフパロディ」的なドラマ仕立てとなっている。
ドラマ終了後、視聴者投票によって「テレ東7ちゃんガールズ」として7人を選出することとなった。

## あらすじ
テレビ東京がグラビアアイドル界復興をかけて「テレ東7ちゃんガールズ（仮）」を結成することになり、最終審査に残った19人はディレクターの密着取材を受けることになった。果たして最終審査に残った19人の本音と建て前などは何なのか．．．

## キャスト

### 最終審査進出者
- アキヅキ ミカ (17) - 秋月三佳

カワムラリカの呼びかけでダンス合宿に参加する。
- オオハシ サヨコ (26) - 大橋沙代子
- オカモト マリ (22) - おかもとまり
- オザキ ナナ (29) - 尾崎ナナ
- カマタ ナツミ (23) - 鎌田奈津美
- カワムラ ユキエ (25) - 川村ゆきえ
- カワムラ リカ (26) - 川村りか
- キリヤマ ルイ (20) - 桐山瑠衣
- コマツ アヤカ (25) - 小松彩夏
- スギハラ アンリ (29) - 杉原杏璃
- タカハシ アユミ (24) - 高橋亜由美
- タチ エミ (24) - 館恵美

カワムラリカの呼びかけでダンス合宿に参加する。
- タチバナ サキ (23) - 立花サキ（第11 - 最終話）

ヤングジャンプの読者から人気投票で選ばれ、特別枠としてダンス・水着審査免除で参戦する。一般の会社員として働きながらレースクイーンの活動をしてきた。
- テジマ ユウ (27) - 手島優
- ナカガワ トモミ (23) - 中川朋美

先輩グラビアアイドルのコマツアヤカに憧れている。
- ナカムラ ハジメ (24) - 中村一 (タレント)
- ナノカ (22) - 菜乃花
- ニトウ ミサキ (18) - 仁藤みさき
- マルタカ マナミ (21) - 丸高愛実

カワムラリカの呼びかけでダンス合宿に参加する。
- ワダ エリ (22) - 和田絵莉

「テレ東7ちゃんガールズ」決勝審査、体調不良を理由に欠席する。

### マネジャー
- 日比野 - 小野ゆたか（スギハラアンリ担当）
- 末広 - 西原誠吾（オザキナナ担当）
- 榎本 - 森下創（ワダエリ担当）
- マネージャー - 葛木英（コマツアヤカ担当）
- マネージャー - 夏目慎也（タチエミ担当）
- マネージャー - 清田智彦（テジマユウ担当）
- マネージャー - 森下サトシ（タチバナサキ担当）

### 番組スタッフ
- ディレクター - 柾賢志
- ディレクター - 友倉由美子
- チーフディレクター - 古舘寛治
- 後藤 - 井内勇希（取材ディレクター）
- 北条 - 半田周平（取材ディレクター）
- 鈴木 - 酒巻誉洋（取材ディレクター）
- 諏訪 - 盛隆二（取材ディレクター）
- 石田 - 浜田信也（取材ディレクター）
- 須賀 - 今里真（取材ディレクター）
- 麻田 - 植村宏司（取材ディレクター）
- 番組AD - 山口貴之
- 審査員 - 小川智弘
- 審査員 - 石黒圭一郎
- 審査員 - 山崎和如
- オーディションスタッフ - 山本啓之
- 伊藤 - 伊藤隆行（プロデューサー / テレ東7ちゃんガールズ審査員）

### ゲスト
- 第3話
  - 翔子 - 橘仁美（元グラビアアイドル）[5]
- 第4話
  - あき - 川村亜紀（ネイリスト）
- 第7話
  - ヨシノ サヤカ - 吉野紗香（オカモトマリの友人）
  - クリヤマ ムイ - 栗山夢衣（ギルガメッシュLIGHT出演者）
  - カブトムシ ユカリ - カブトムシゆかり（ギルガメッシュLIGHT出演者）
  - グラドルX - 谷桃子
  - 本人 - マシンガンズ（オカモトマリの事務所の先輩）
  - 本人 - イジリー岡田（ギルガメッシュLIGHT  / テレ東7ちゃんガールズMC / 第11 - 最終話）
- 第8話   
  - ナツカワ ジュン - 夏川純（ワダエリの事務所の先輩グラドル）
  - カナ - 谷麻紗美（ワダエリの友人）
- 第9話   
  - 本人 - 山崎まさや（今夜はエキサイティングリターンズ出演者）
  - 本人 - みっちー（ラジオINTER FM 76.1 MHzパーソナリティー）
  - ササガワ ユイ - 笹川結衣（ラジオINTER FM 76.1 MHz出演者）
  - クドウ ユイハ - 工藤結葉（ラジオINTER FM 76.1 MHz出演者）
- 第11話
  - アカリ - 小明（タチバナサキの友達）
  - 本人 - 岡本夏生（テレ東7ちゃんガールズ特別審査員 / 最高齢グラビアアイドル）
  - コンノ アンナ - 今野杏南（ヤングジャンプ審査参加者）
  - サクライ ミキ - 桜井未来（ヤングジャンプ審査参加者）
  - サセ ミサキ - 佐瀬弥咲（ヤングジャンプ審査参加者）
  - シライシ ミズホ -白石みずほ（ヤングジャンプ審査参加者）
  - ナカムラ アオイ - 中村葵（ヤングジャンプ審査参加者）
  - マツイ アリサ - 松井ありさ（ヤングジャンプ審査参加者）
- 第11 - 最終話
  - 本人 - 相内優香（テレ東7ちゃんガールズアシスタント / テレビ東京アナウンサー）
  - 本人 - 岡部紳二（テレ東7ちゃんガールズ審査員 / テレビ東京ドラマ制作局チーフプロデューサー）
  - 本人 - 品田英雄（テレ東7ちゃんガールズ審査員 / 日経エンタテインメント編集委員）
- 最終話
  - 本人 - 有野晋哉（テレ東7ちゃんガールズ審査員 / よゐこ）

## テレ東7ちゃんガールズ
2012年4月6日の最終回放送後から同年4月23日22:00まで番組ホームページ及びモバイルにおいて投票が行われた。投票総数はモバイルが21,410票、ホームページが16,650票の合計38,060票だった。
最終結果
- 太字が選出者。氏名の横の数字は得票数。

- 秋月三佳-750
- 大橋沙代子-508
- おかもとまり-748
- 尾崎ナナ-3,072
- 鎌田奈津美-3,019
- 川村ゆきえ-2,684
- 川村りか-2,210
- 桐山瑠衣-346
- 小松彩夏-8,841
- 杉原杏璃-3,217
- 高橋亜由美-636
- 館恵美-800
- 立花サキ-648
- 手島優-2,684
- 中川朋美-468
- 中村一-279
- 菜乃花-285
- 仁藤みさき-2,281
- 丸高愛実-2,281
- 和田絵莉-2,303

この結果、川村ゆきえと手島優が2,684票、仁藤みさきと丸高愛実が2,281票でそれぞれ同点となり、2名増員の9名が選出され、同年5月27日に行われた本番組のDVD-BOX発売記念イベントに出演した。また公開収録での審査員と番組プロデューサー2名の審査による合計点数で第1位の秋月三佳に審査員特別賞が贈られた。

## スタッフ
- 脚本 - 入江信吾、北川亜矢子、葛木英、和田清人
- 企画ブレーン - 酒井健作
- 監督 - 松木創、植田泰史、元村次宏、山内大典
- チーフプロデューサー - 岡部紳二（テレビ東京）
- プロデューサー - 阿部真士（テレビ東京）、齋藤理恵子（共同テレビ）
- 制作 - テレビ東京、共同テレビ
- 制作著作 - 「撮らないで下さい!!グラビアアイドル裏物語」製作委員会

## 主題歌
- オープニングテーマ = LIL 「LUCKY STAR」
- 挿入歌 = リアーナ 「ウィー・ファウンド・ラヴ feat.カルヴィン・ハリス」
- エンディングテーマ =  the audio pool 「watershed」
- 決勝審査歌唱歌 = テレ東7ちゃんガールズ 「撮らないで下さい!! ～Don't shoot me Mr!!～」
  - 2012年5月21日から「撮らないで下さい!! ～Don't shoot me Mr!!～」の配信がてれともばいるで開始された。

## サブタイトル
| 各回                                                      | 放送日        | サブタイトル                                              | 脚本                                | 演出     | 主演者       |
| --------------------------------------------------------- | ------------- | --------------------------------------------------------- | ----------------------------------- | -------- | ------------ |
| 第1話                                                     | 2012年1月13日 | 裸で勝負!!                                                | 北川亜矢子 入江信吾                 | 松木創   | ―            |
| 第2話                                                     | 2012年1月20日 | 体が商売道具                                              | 和田清人                            | 松木創   | 川村ゆきえ   |
| 第3話                                                     | 2012年1月27日 | 決意のGカップヌード!?                                     | 入江信吾                            | 松木創   | 杉原杏璃     |
| 第4話                                                     | 2012年2月03日 | 柔肌Gカップむせび泣く                                     | 北川亜矢子                          | 松木創   | 尾崎ナナ     |
| 第5話                                                     | 2012年2月10日 | 恥辱Dカップ盗撮マニア                                     | 北川亜矢子                          | 植田泰史 | 小松彩夏     |
| 第6話                                                     | 2012年2月17日 | 湯煙欲情（秘）ぷるるん合宿                                | 葛木英                              | 松木創   | 川村りか     |
| 第7話                                                     | 2012年2月24日 | 桃尻縄地獄（秘）濡れた貧乳                                | 和田清人                            | 植田泰史 | おかもとまり |
| 第8話                                                     | 2012年3月02日 | 清純妄撮（秘）濡れた唇と涙                                | 北川亜矢子                          | 元村次宏 | 和田絵莉     |
| 第9話                                                     | 2012年3月09日 | 艶乳ファン食い愛欲告白                                    | 葛木英                              | 松木創   | 手島優       |
| 第10話                                                    | 2012年3月16日 | 衝撃オーディション辞退                                    | 入江信吾                            | 元村次宏 | 鎌田奈津美   |
| 第11話                                                    | 2012年3月23日 | 決勝開幕!! 出来レース!?                                   | 入江信吾                            | 山内大典 | 立花サキ     |
| 最終話                                                    | 2012年4月06日 | 生き残るのは誰だ!? 美しき女たちの号泣と裏切り …衝撃ラスト | 北川亜矢子 入江信吾 葛木英 和田清人 | 松木創   | ―            |
| 平均視聴率 2.5%（視聴率は関東地区・ビデオリサーチ社調べ） |               |                                                           |                                     |          |              |

- なお、2012年3月30日は世界卓球2012 ドルトムント中継のため休止。

## ネット局と放送時間
| 放送対象地域   | 放送局                      | 系列                          | 放送期間                | 放送曜日・時間     |
| -------------- | --------------------------- | ----------------------------- | ----------------------- | ------------------ |
| 関東広域圏     | テレビ東京（TX） （制作局） | テレビ東京系列                | 2012年1月13日 - 4月6日  | 金曜 24:12 - 24:53 |
| 北海道         | テレビ北海道（TVh）         | テレビ東京系列                | 2012年1月13日 - 4月6日  | 金曜 24:12 - 24:53 |
| 愛知県         | テレビ愛知（TVA）           | テレビ東京系列                | 2012年1月13日 - 4月6日  | 金曜 24:12 - 24:53 |
| 岡山県・香川県 | テレビせとうち（TSC）       | テレビ東京系列                | 2012年1月13日 - 4月6日  | 金曜 24:12 - 24:53 |
| 福岡県         | TVQ九州放送（TVQ）          | テレビ東京系列                | 2012年1月13日 - 4月6日  | 金曜 24:12 - 24:53 |
| 大阪府         | テレビ大阪（TVO）           | テレビ東京系列                | 2012年1月16日 - 4月9日  | 月曜 24:12 - 24:53 |
| 奈良県         | 奈良テレビ（TVN）           | JAITS                         | 2012年1月20日 - 4月13日 | 金曜 25:30 - 26:05 |
| 新潟県         | テレビ新潟（TeNY）          | 日本テレビ系列                | 2012年2月2日 - 4月19日  | 木曜 24:43 - 25:23 |
| 石川県         | 北陸放送（MRO）             | TBS系列                       | 2012年2月16日 - 5月10日 | 木曜 25:25 - 26:05 |
| 長野県         | 信越放送（SBC）             | TBS系列                       | 2012年3月9日 - 5月25日  | 金曜 24:50 - 25:30 |
| 日本全域       | BSジャパン                  | テレビ東京系列 BSデジタル放送 | 2012年4月8日 - 6月24日  | 日曜 24:00 - 24:35 |
| 福島県         | 福島中央テレビ（FCT）       | 日本テレビ系列                | 2012年4月12日 - 6月28日 | 木曜 25:13 - 25:53 |
| 鳥取県・島根県 | 日本海テレビ（NKT）         | 日本テレビ系列                | 2012年4月21日 - 7月7日  | 土曜 24:50 - 25:35 |
| 岩手県         | IBC岩手放送（IBC）          | TBS系列                       | 2012年4月27日 - 7月27日 | 金曜 25:00 - 25:40 |
| 熊本県         | くまもと県民テレビ（KKT）   | 日本テレビ系列                | 2012年5月12日 - 7月28日 | 土曜 25:00 - 25:40 |
| 広島県         | 広島テレビ（HTV）           | 日本テレビ系列                | 2012年6月8日 - 8月24日  | 金曜 25:08 - 25:48 |
| 和歌山県       | テレビ和歌山（WTV）         | JAITS                         | 2012年6月9日 - 8月25日  | 土曜 24:00 - 24:40 |
| 滋賀県         | びわ湖放送（BBC）           | JAITS                         | 2012年7月5日 - 9月27日  | 木曜 24:20 - 25:00 |